# J2 Communications
J2 Communications est une ancienne société de production et de distribution pour le cinéma, la vidéo et la télévision aux États-Unis, en activité de 1986 (créée par James P. Jimirro) à 2002.